# NGC 3135
NGC 3135 é uma galáxia espiral (Sbc) localizada na direcção da constelação de Ursa Major. Possui uma declinação de +45° 57' 02" e uma ascensão recta de 10 horas, 10 minutos e 54,4 segundos.
A galáxia NGC 3135 foi descoberta em 19 de Março de 1828 por John Herschel.